# هلن واناری
هلن واناری (استونیایی: Helene Vannari; ۲۰ مارس ۱۹۴۸ – ۱۶ مارس ۲۰۲۲) بازیگر سینما، تلویزیون و تئاتر اهل استونی بود. وی بین سال‌های ۱۹۷۰ تا ۲۰۲۱ میلادی فعالیت می‌کرد.